# Esslingen (district)
Districtul Esslingen este un district rural (Landkreis) în landul Baden-Württemberg, Germania.
1. 1 2  GeoNames